# NGC 116
NGC 116 est une galaxie lenticulaire située dans la constellation de la Baleine. NGC 116 a été découverte par Gaspare Stanislao Ferrari (it) en 1865.

## Caractéristiques
Sa vitesse par rapport au fond diffus cosmologique est de 7 234 ± 34 km/s, ce qui correspond à une distance de Hubble de 106,7 ± 7,5 Mpc (∼348 millions d'al).
Pour certains, il s'agit d'un objet inexistant, mais il est fort probable que la galaxie observée par Ferrari soit bel et bien PGC 1671 identifiée à NGC 116 par la base de données NASA/IPAC et par WikiSky.